# Phasia godfreyi
Phasia godfreyi là một loài ruồi trong họ Tachinidae.